# Isole Chagos
Le isole Chagos (o anche Ciagos o Chago) sono un arcipelago situato nell'Oceano Indiano a sud delle isole Maldive e a nord-est rispetto alle isole Mauritius.

## Storia
Secondo la tradizione orale delle Maldive, occasionalmente pescatori e mercanti che si perdevano per mare rimanevano bloccati sulle isole, venendo poi riportati a casa. 
Visitate dai portoghesi nel XVI secolo, le isole Chagos furono poi una colonia francese fino al 1814 quando, in seguito alla sconfitta di Napoleone Bonaparte, furono cedute alla Gran Bretagna. Il centro amministrativo delle Chagos aveva base nelle Mauritius, anch'esse possedimento britannico. 
Queste isole, assieme ad altri piccoli arcipelaghi, formano dal 1965 il Territorio Britannico dell'Oceano Indiano. Tale territorio, scorporato da Mauritius poco prima dell'indipendenza dal Regno Unito, nel 1965, è rivendicato da Mauritius come parte delle isole esterne. Diego Garcia è sede dal 1966 di una base aeronavale degli Stati Uniti, la costruzione della quale (su concessione del Regno Unito) generò una controversia internazionale, tra alcuni deportati e l'amministrazione britannica, visto che l'intera popolazione indigena (circa 2.000 persone) era stata deportata nell'isola di Mauritius.
Nel 2010 l'amministrazione britannica istituì una riserva protetta in gran parte dell'arcipelago e della zona marina competente, per un totale di 545.000 chilometri quadrati, con divieto di accesso e pesca. La zona protetta, che è sempre stata disabitata, costituisce la continuazione a sud della riserva creata dal governo delle isole Maldive per i territori marini a loro competenti. La creazione di tali zone sarebbe giustificate dall'enorme interesse naturalistico delle isole e dalla presenza di un ambiente bio-marino unico. In realtà, la creazione della riserva marina sembrerebbe un tentativo per impedire un possibile ritorno della popolazione nativa deportata.
Un telegramma segreto pubblicato da WikiLeaks rivelò le parole di un alto ufficiale britannico: "Gli ex-abitanti troveranno difficile, se non impossibile, continuare la loro battaglia per tornare nell'isola se l'intero arcipelago di Chagos diventasse una riserva marina". Gli ufficiali statunitensi si dimostrarono d'accordo e venne creata la riserva.
Il 25 febbraio 2019 la Corte internazionale di giustizia, in un'opinione consultiva, confutò i titoli di sovranità esercitati dal governo britannico. Il successivo 23 maggio l'Assemblea generale delle Nazioni Unite approvò a larga maggioranza la richiesta al Regno Unito di restituire l'arcipelago a Mauritius, adottando poi una risoluzione il 22 maggio seguente, in cui si richiese al Regno Unito di eseguire la restituzione entro sei mesi. Alla scadenza del termine, il Regno Unito tuttavia si rifiutò di obbedire. Il 30 gennaio 2021 anche il tribunale marittimo dell'ONU stabilì che il Regno Unito non detiene la sovranità sulle Chagos e che deve restituirle alla Repubblica di Mauritius.
Il 27 agosto 2021, l'agenzia postale delle Nazioni Unite, la UPU, ha ordinato lo stop alla vendita e l'utilizzo dei francobolli britannici alle Chagos.
Il 3 ottobre 2024 una dichiarazione congiunta dei governi del Regno Unito e di Mauritius ha stabilito l'avvio della procedura per la cessione a favore del secondo della sovranità sull'arcipelago, da finalizzare tramite un apposito trattato internazionale che le parti si sono impegnate a negoziare il più rapidamente possibile. La dichiarazione ha stabilito come punti del futuro trattato il diritto per il Regno Unito di esercitare la propria sovranità per 99 anni sull'atollo di Diego Garcia; l'impegno per le autorità di Mauritius di garantire il funzionamento della base militare di Diego Garcia fino al prossimo secolo; il diritto per Mauritius di implementare un programma di reinsediamento nelle isole dell'arcipelago degli abitanti originari anche per tramite di un apposito finanziamento garantito dal Regno Unito; l'istituzione di un parternariato economico, di sicurezza e ambientale tra i due Stati.
La proposta ha scatenato proteste da parte dei chagossiani residenti nel Regno Unito, ed è stata successivamente messa in discussione dal neo Primo Ministro di Mauritius, Navin Ramgoolam.
Il 22 maggio 2025 il Regno Unito ha firmato un trattato che prevede la cessione dell'arcipelago alle Mauritius, mantenendo il controllo della base militare di Diego Garcia pagando un affitto annuo alle Mauritius.

## Geografia
L'arcipelago conta sei atolli con terre emerse, con 55 isole, quattro atolli sommersi e sette barriere coralline sommerse, disposti intorno al banco delle Chagos, il più grande atollo dell'arcipelago (250 km di lunghezza per 150 km di larghezza). Comprese le lagune interne degli atolli la sua superficie complessiva è di 54 400 km², con solamente 60 km² di terre emerse (di cui 40 km² nella sola isola-atollo di Diego Garcia). Le coste sono complessivamente lunghe 698 km.
L'isola principale, che è anche l'unica abitata, è Diego Garcia, che dal 1971 ospita una base navale della United States Navy, diventata con gli anni una delle basi più importanti delle forze militari statunitensi nel mondo. La base è stata il punto di partenza per attacchi aerei durante la prima guerra del Golfo (1991), la guerra in Afghanistan e la guerra in Iraq del 2003.
Le altre terre sono isole minuscole su perimetro di atolli disabitati. La vegetazione consiste di palme da cocco e bassi cespugli. La fauna è costituita da granchi, tra cui abbondanti i granchi del cocco, e da topi, portati involontariamente dall'uomo ai tempi della lavorazione della copra.

### Elenco degli atolli dell'arcipelago
Da nord a sud:
- atollo sommerso di Colvocoresses (scoperto nel 1975)
- atollo sommerso di Speakers (40 x 23 km)
- atollo di Blenheim (11 x 4 km) con tre isole, di cui l'isola Est è la maggiore (200 x 70 m) e la sola coperta di vegetazione
- atollo delle isole Salomone (9 x 5 km) con undici isole: da nord a sud in senso orario comprende le isole de la Passe (isola del Passaggio), Mapou, Takamaka, Fouquet, Sepulture, Jacobin, du Sel (isola del Sale), Poule, Boddam, Diable (isola Diavolo) e Anglaise (isola Inglese)
- atollo di Pero Banhos (28 x 26 km) con 32 isole (vedi voce)
- barriera corallina sommersa di Benares (3 km per 700 m)
- atollo sommerso Victory (6 x 4 km)
- Banco delle Chagos (150 x 100 km) con sette isole: Danger (isola Pericolo), isole Aigle (isole Aquila) e Trois Freres (Tre fratelli) sul lato ovest e l'isola Nelson sul lato nord
- atollo delle isole Egmont o delle Sei Isole (12 x 6 km) con sei isole: des Rats (isola dei Ratti), Cipaille, Lubine, Carre Pate, Tattamucca e Sudest.
- atollo sommerso di Cauvin (diametro di 4 km)
- atollo sommerso di Owen
- atollo sommerso di Pitt (69 x 10/32 km)
- atollo Diego Garcia (56 x 24 km) un'isola principale omonima e tre isolotti
- atollo sommerso di Ganges (5 km di lunghezza)
- atollo sommerso di Wight (diametro di circa 2 km)
- atollo sommerso di Centurion (10 x 3 km)